# Gerard Valck

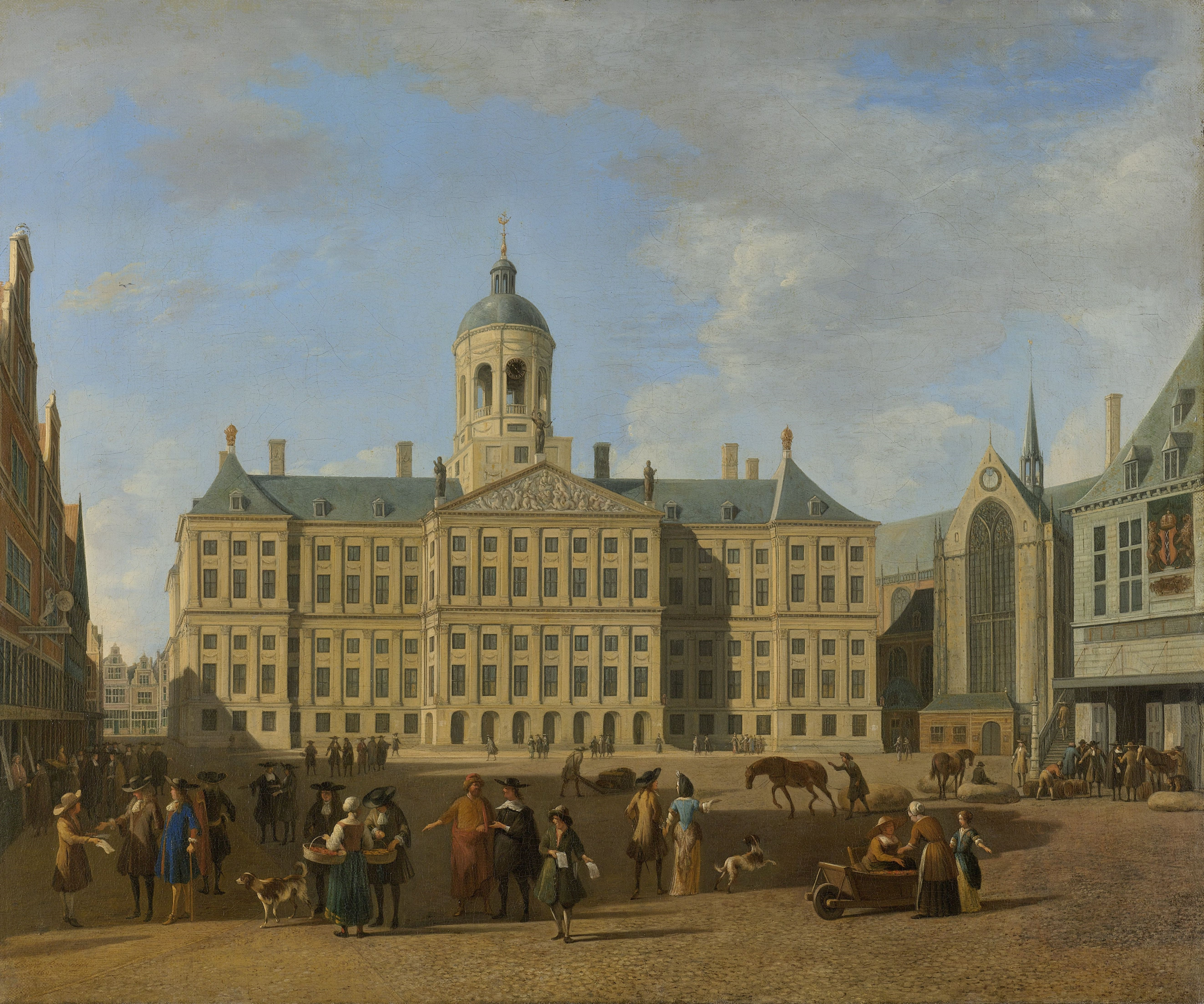
Het pand de Wakkere Hond geheel links door Gerrit Berckheyde.

Kaart van Binnen-Oostenrijk uit 1702 met het Aartshertogdom Oostenrijk, Hertogdom Karinthië, Hertogdom Stiermarken, Hertogdom Krain, nu Slovenië en Kroatië.

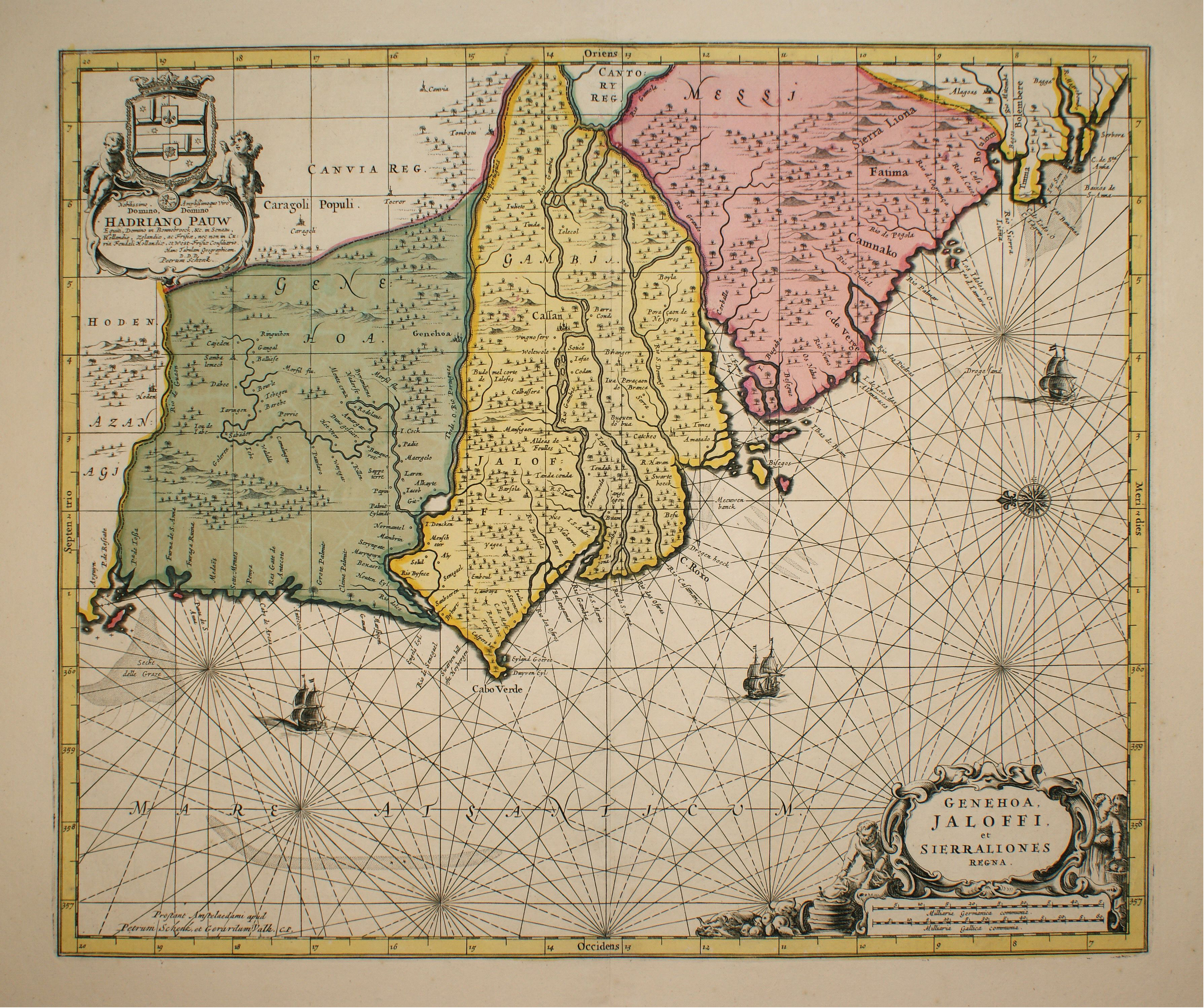
Het Westafrikaanse Senegambia, Guinee-Bissau, Guinee en Sierra Leone rond 1670 met het slaveneiland Goeree op de meest westelijke punt.
Heruitgegeven door P. Schenk & G. Valk.

Gerard Valck of Gerardus Valk (Amsterdam, 30 september 1652- aldaar, 21 oktober 1726) was een prent- en plaatverkoper op de Dam. Hij legde zich meer en meer toe op de cartografie en globemaken. Zijn hemel- en aardbollen waren in grote mate vernieuwend, naar de laatste wetenschappelijke inzichten, minder tekst en afbeeldingen, terwijl zijn concurrenten het ontwerp van de firma Blaeu, die zich had gebaseerd op Tycho Brahe, aanhielden. Zodoende had de firma Valck/Schenk binnen enkele jaren het absolute monopolie betreffende het maken en verkopen van globes. De globes/aardbollen onder de naam Valck werden de gehele achttiende eeuw verkocht.

## Biografie
Valck was de zoon van een varensgezel en schuitenvoerder, afkomstig van De Koog op Texel. Zijn vader Leendert Gerritsz. was in 1649 getrouwd met Susanna Jans. Het echtpaar woonde in de Vinkenstraat bij de Haarlemmerdijk. Hij had twee broers, Jan, een (linnen)winkelier op de Brouwersgracht, Claes, een kompasmaker op de Haarlemmerhouttuinen en een zuster Aafje.
Tussen 1672 en 1675 (soms wordt ook 1679 genoemd) werkte Valck in Londen, samen met Abraham Blotelingh, hetzij op uitnodiging van prins Ruprecht, Peter Lely of David Loggan. Al deze personen, evenals Wallerant Vaillant waren geïnteresseerd in de mezzotint.
Omstreeks 1675 is zijn zoon Leendert geboren in Londen, waar Valck was getrouwd met Maria Blotelingh. Johannes (1684) en Geertruid (1685) zouden worden gedoopt in Amsterdam.
In april 1684 kregen Valck en Blotelingh een octrooi voor 15 jaar van de Staten van Holland. Ze namen Duitse graveur (plaatsnijder of etser) Petrus Schenck in dienst, maar niet als leerling, daarvoor was de 24-jarige te oud. In 1687 kocht Valck een huis van Jochem Bormeester, eveneens een graveur en schoonzoon van een kunsthandelaar Clement de Jonghe. Het pand lag in de Kalverstraat. Zijn zuster Agatha (Aefje) trouwde in dat jaar met Petrus Schenck. Valck gaf een wereldkaart uit op de Engelse markt met veel afbeeldingen aan de rand, onder andere van Willem en Mary. Blotelingh stierf in februari 1690.
In 1694 kochten Valck en Schenck een deel van de koperplaten van de firma Johannes Janssonius op; Frederik de Wit kocht in ieder geval ook een deel. In september 1695 kregen Valck en Schenck een octrooi voor 15 jaar voor de verkoop van kaarten, ontworpen door de Franse cartograaf Nicolas Sanson, maar kregen moeilijkheden met Pieter Mortier, die datzelfde recht een jaar eerder had verkregen. De zaak is blijkbaar met beider instemming opgelost.

### Dam
Rond 1698 heeft Valck zijn intrek genomen in de voormalige winkel van Hondius op de Dam. Eindelijk beschikte Valck over een toplocatie voor zijn eigen uitgeverij van prenten, speel- , land- en hemelkaarten van Andreas Cellarius. Inmiddels zou Valck van Pieter Maasz Smit geleerd hebben hoe hij globes kon maken. In 1701 kreeg hij toestemming verschillende soorten globes te verkopen, die waren gebaseerd op de ontdekkingen van Jacques Cassini, hoofd van het observatorium in Parijs, de Leidse lector Lotharius Zumbach, de Dantziger bierbrouwer Johannes Hevelius en zijn vrouw Elisabeth Koopman. Valck voegde 15 nieuwe sterrenbeelden toe, gebaseerd op de Uranographia van Johannes Hevelius uit 1690, en een beschrijving gebaseerd op de kennis van rond 1700 en niet meer op die van Tycho Brahe. In 1702 werd hij lid van het boekverkopersgilde en Valck zou onmiddellijk tot hoofdman zijn benoemd. In datzelfde jaar kochten Schenck en Allard drukplaten op van de overleden Nicolaes Visscher. In 1707 was hij getuige bij de doop van een kind van zijn collega Pieter Mortier. In 1709 kocht zijn zoon Leonard alle drukplaten van de weduwe van Frederik de Wit. Deze Leonard Valck trouwde in 1710 met zijn volle nicht Maria Schenk.
Eind oktober 1720 liet Gerard Valck in samenwerking met Pierre Brunel, David Mortier en drie andere investeerders 2.600 exemplaren drukken van Bayle's Dictionaire historique et critique, de derde druk bestemd voor de Franse markt. De boeken werden opgeslagen op twee zolders en Valk bewaarde twee sleutels.
Na de dood van zijn vader in 1726 hebben de weduwe en haar zoon Leonard de prenten- en kaartenwinkel uitgebaat, maar verkochten nog dezelfde maand het pand in de Kalverstraat. Maria Bloteling stierf in oktober 1729. Leonard was minder succesvol dan zijn buren Covens & Mortier. Hij stierf in juni 1746 en woonde toen op de Rozengracht.

## Galerij

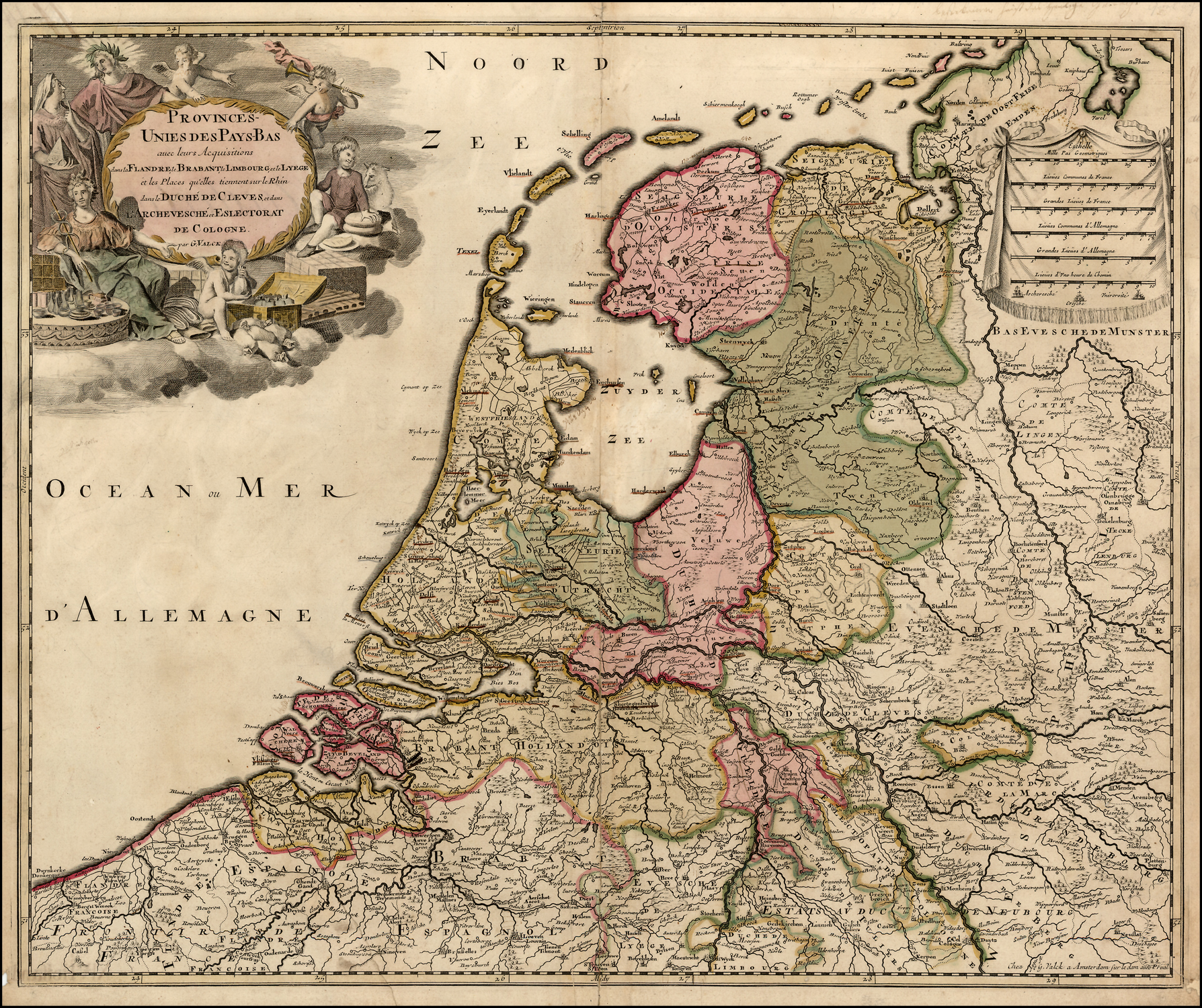
Pays Bas 1687. G. Valck.
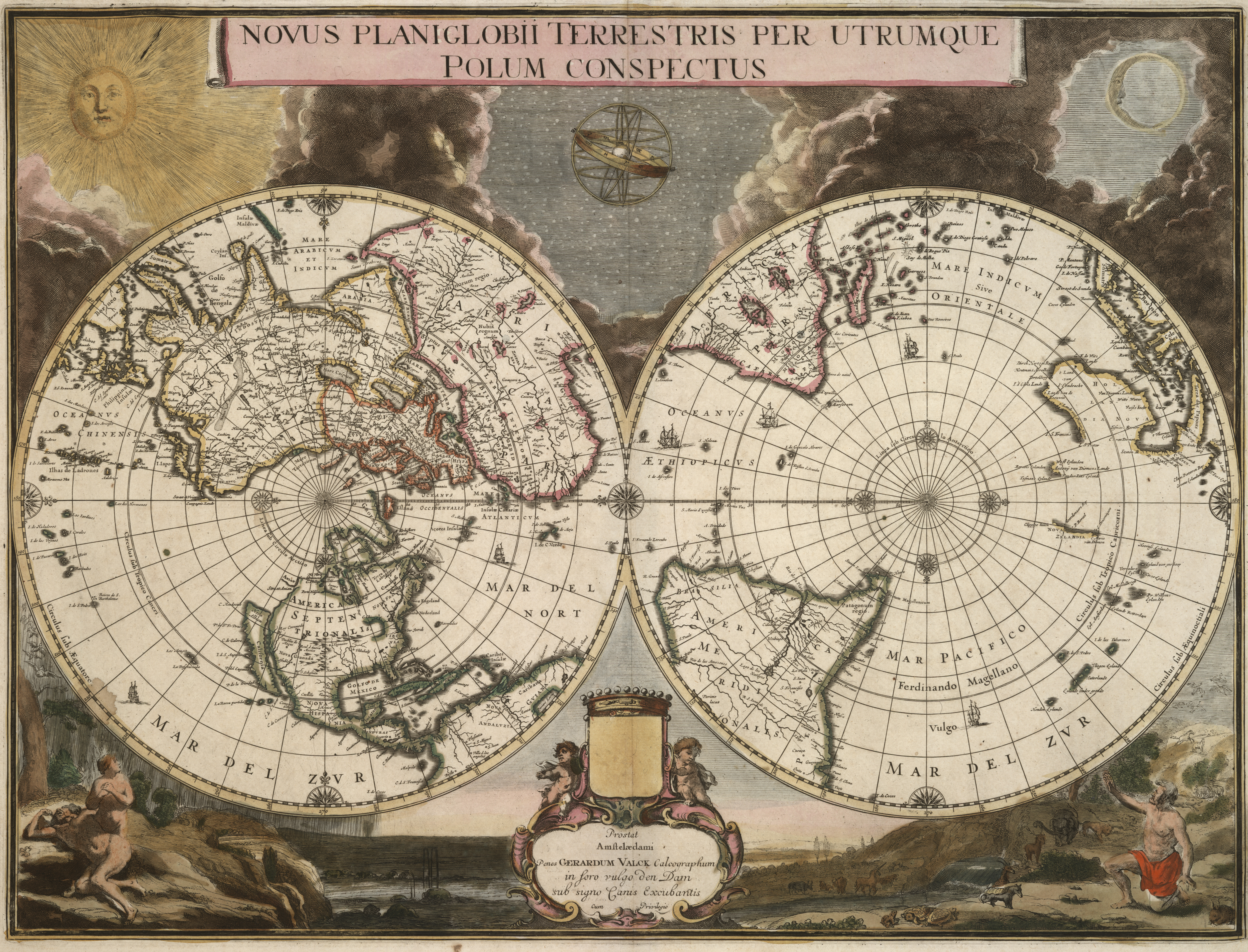
Planiglobi 1672 met California weer als eiland aangegeven en de onbekende kust van Oost-Australië. Heruitgegeven in 1695 door G. Valck.
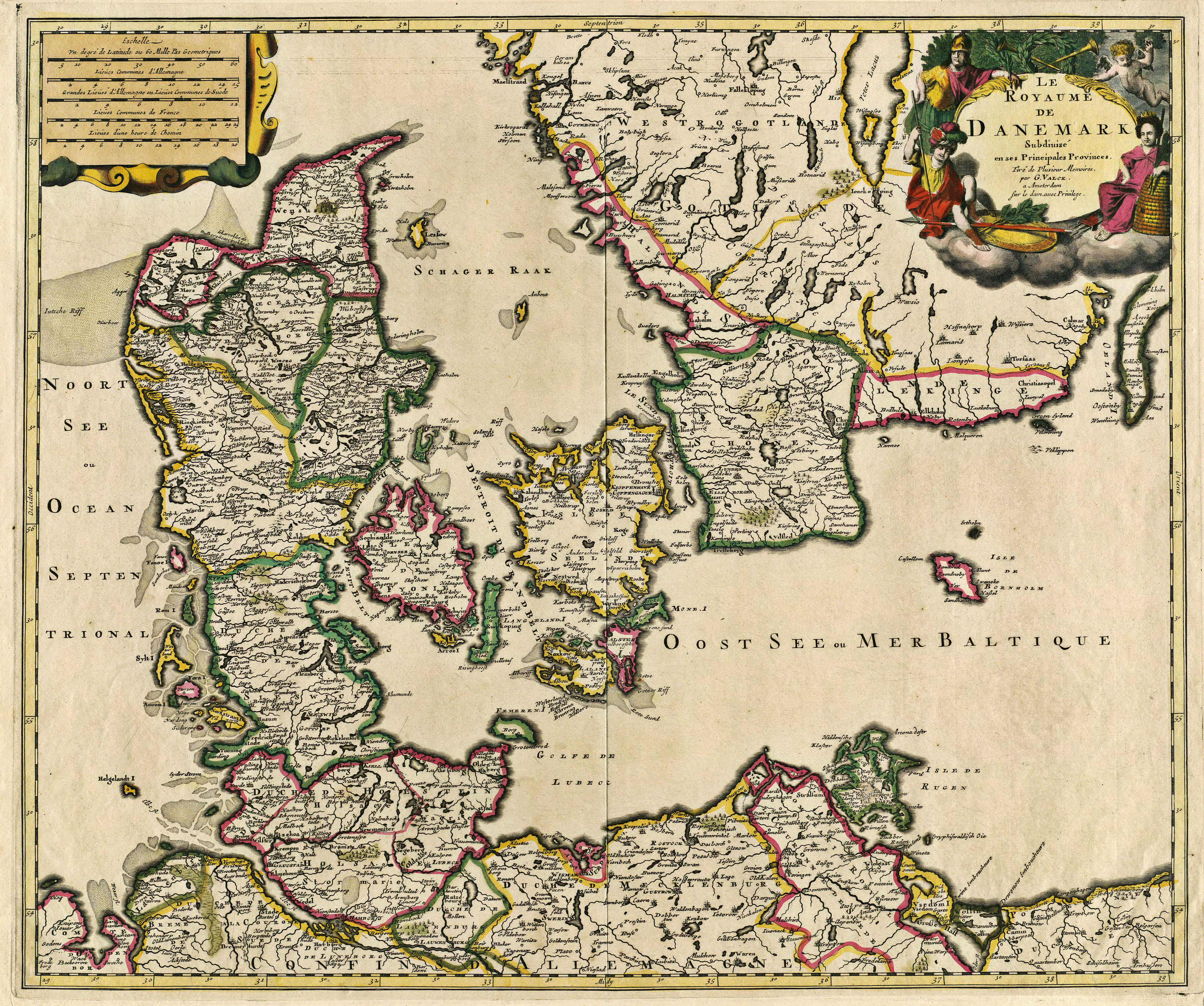
Danemark 1705. G. Valck.
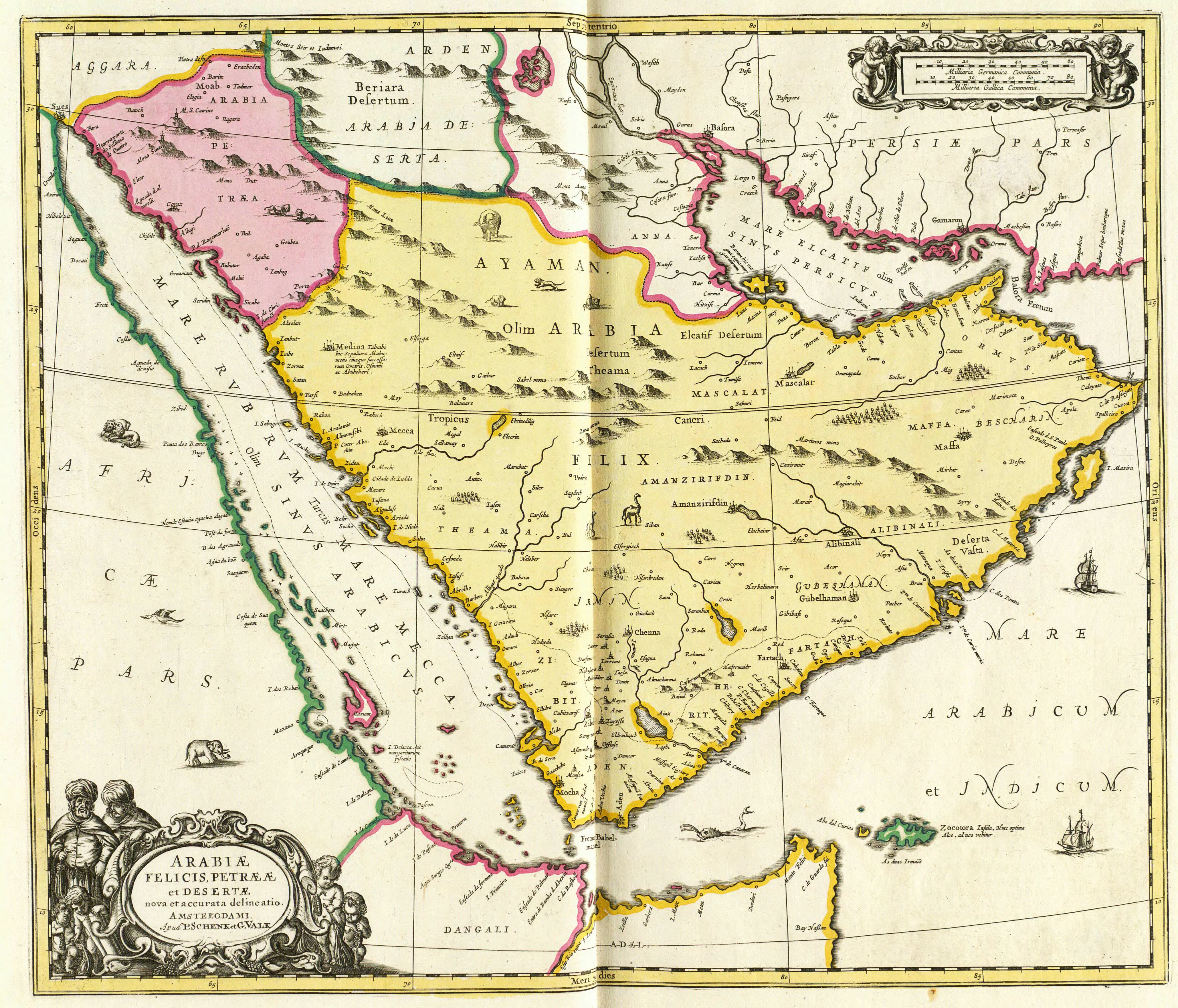
Het Arabisch schiereiland onderverdeeld in Arabia Felix, Arabia Deserta en Arabia Petraea 1658. Heruitgegeven in 1700 door P. Schenk & G. Valk.

## Varia
- Na Leonards dood zette zijn weduwe de uitgeverij/globemakerij met haar broer Petrus Schenk jr. (1693-1775) voort. Een oude voorraad globes werden als nieuw verkocht door de laatste twee cijfers van het jaar 1700 op de globes te veranderen in 1750.[15]

## Boeken
- Veues et perspectives de Loo, Honslardyck et Soestdyck, chasteau & maison de plaisance du Roy de la Grande Bretagne.[16]
- Eind oktober 1720 had Valck in samenwerking met Pierre Brunel, David Mortier en drie andere investeerders 2.600 exemplaren laten drukken van Pierre Bayle's Dictionnaire historique et critique, bestemd voor de Franse markt.[12] De boeken werden opgeslagen op twee zolders, waarvan Valck een sleutel had.[13]
- Werkstellige der Sterrekonst[17]